# Hillinger János
Hillinger János (Budapest, Terézváros, 1912. december 20. – Budapest, 1989. április 17.) magyar orvos.

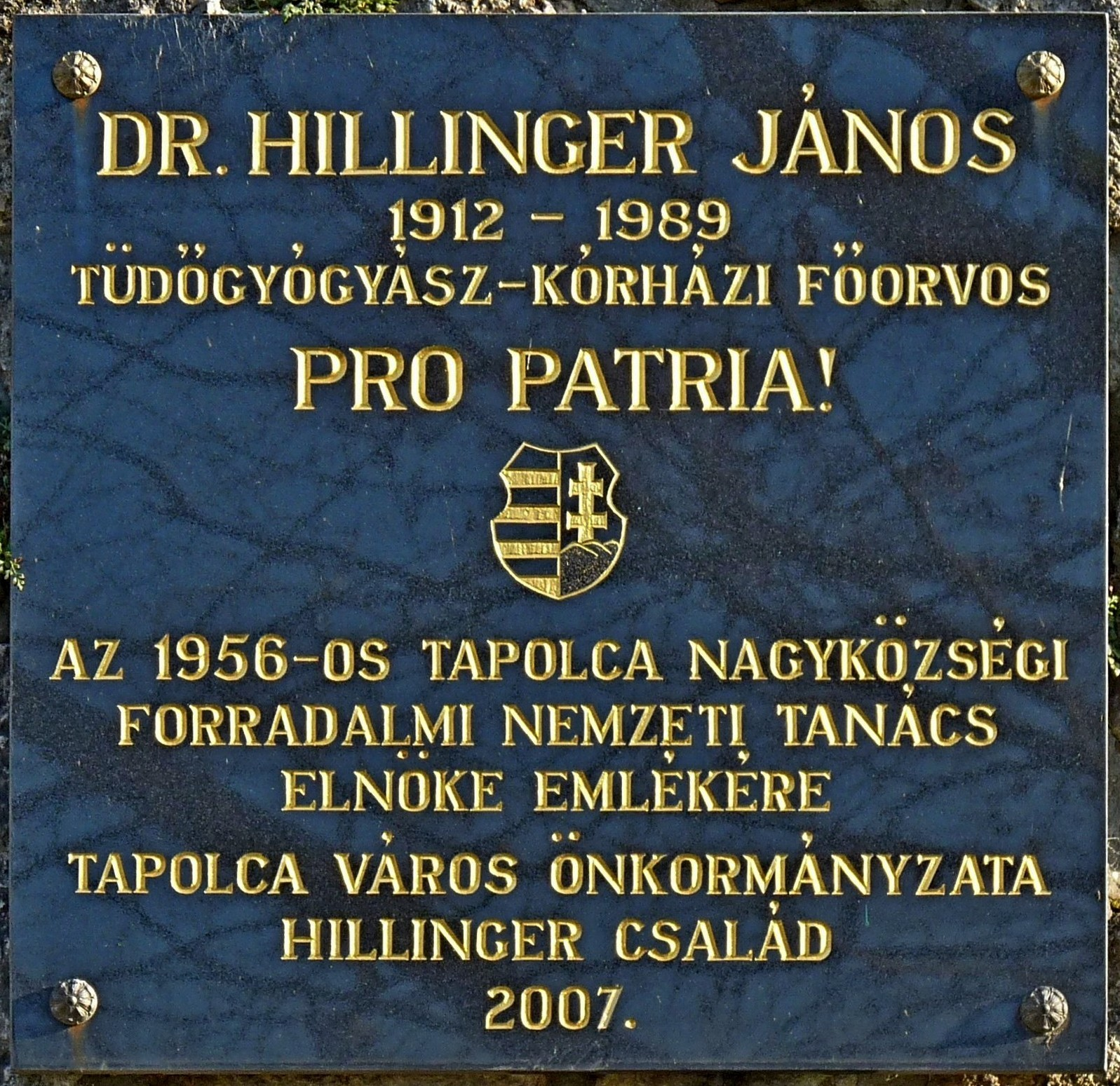
Hillinger János emléktáblája a Városi Panteonfalon. (Tapolca, Batsányi János tér)

## Életpályája
Hillinger Adolf Nagyváradról származó székesfővárosi végrehajtó és Klein Eszter gyermekeként született izraelita családban. Apai nagyszülei Hillinger Lipót (Leib) és Spitzer Ilona (1856–1939), anyai nagyszülei Klein Ignác és Baum Regina voltak. Édesapja elesett az első világháborúban.
A Pesterzsébeti Magyar Királyi Állami Kossuth Lajos Reálgimnáziumban érettségizett jeles eredménnyel (1931). Felsőfokú tanulmányait a budapesti Pázmány Péter Tudományegyetem Orvostudományi Karán végezte. Iskolai évei alatt dekatlonista volt. Eleinte Kálozon dolgozott, mint orvos. 1942-ben belépett a Magyarországi Szociáldemokrata Pártba. 1943–1945 között munkaszolgálatos lett; Komáromban, Érsekújváron, Görgényoroszfalun, Kisbéren és Sopronban is dolgozott ebben az időszakban. 1945 januárjában Németországba deportálták. Édesanyját és bátyját elhurcolták és a holokauszt áldozatai lettek. 1945. április 15-től május 14-ig a kapuvári kórházban dolgozott.
A háború végeztével visszatért Kislángra, akkori lakóhelyére és a Szociáldemokrata Párt helyi szervezetének elnöke lett. 1946-ban Székesfehérvár tisztiorvosa és az SZDP Fejér megyei elnöke lett. 1948-tól felmentettek pártbeli funkcióból, s a kékcédulás választást követően visszavonult a politikától. 1951-ben a tapolcai kórház tüdőosztályának főorvosa lett. 1956. október 26-án megalakult Tapolcán a Forradalmi Tanács, melynek elnökévé választották. 1956. november 4-e után munkahelyéről elbocsátották és letartóztatták. Pár hét elteltével szabadon engedték, de Tapolcáról kitiltották. 1957-ben Zalaszentgyörgyre került orvosként. 1957 és 1959 novembere között ismét börtönbe került. Szabadulását követően Biharugrán lett orvos. 1973-ban nyugdíjba vonult. Ezt követően a fővárosba költözött, és 1977–1983 újra orvosként dolgozott. 1989-ben tagja lett az MSZDP-nek.

## Családja
1940. február 3-án házasságot kötött Molnár Máriával. Négy gyermekük született: János (1940–1941), Mária (1942), Éva (1944), Zsuzsanna (1953).

## Díjai, elismerései
- 1956-os emlékérem és emléklap (posztumusz, 1991)